# Сечє Село
Сечє Село (словен. Sečje selo) — поселення в общині Чрномель, Південно-Східна Словенія, Словенія. Висота над рівнем моря: 182 м.